# 네이처스 10
네이처스 10(Nature's 10)은 과학 저널 네이처에서 제작한 과학에서 "중요한" 10명의 연간 목록이다. 후보자들은 좋든 나쁘든 과학에 상당한 영향을 미쳤다. 네이처의 기자와 편집진은 후보자들이 "세상에 상당한 영향을 미쳤거나 세상에서의 그들의 위치가 과학에 중요한 영향을 미쳤을 수 있다"고 판단한다. 짧은 전기적 프로필은 올해 가장 중요한 발견과 사건의 배후에 있는 사람들을 설명한다. 10명과 함께 내년에 "주목해야 할" 5명도 나열되어 있다.